# Agustín Ibáñez y Bojons
Agustín Ibáñez y Bojons (o Bofons y Matamoros) (San Miguel de Peitieiros, Gondomar, Pontevedra; septiembre de 1771-Ceuta; mayo de 1805) fue un militar, ingeniero y cartógrafo español que alcanzó el grado de teniente coronel. Sirvió en el Ejército de Tierra y falleció en Ceuta mientras estaba en servicio. Es autor de varios mapas, principalmente de Sudamérica, que se encuentran archivados en el Archivo General de Indias y la Biblioteca Nacional de España. Dentro de sus mapas hay varias obras sobre distintos emplazamientos del virreinato del Río de la Plata a fines del siglo XVIII como por ejemplo el puerto de Montevideo, costas, demarcación de límites entre los dominios españoles y portugueses.

## Biografía

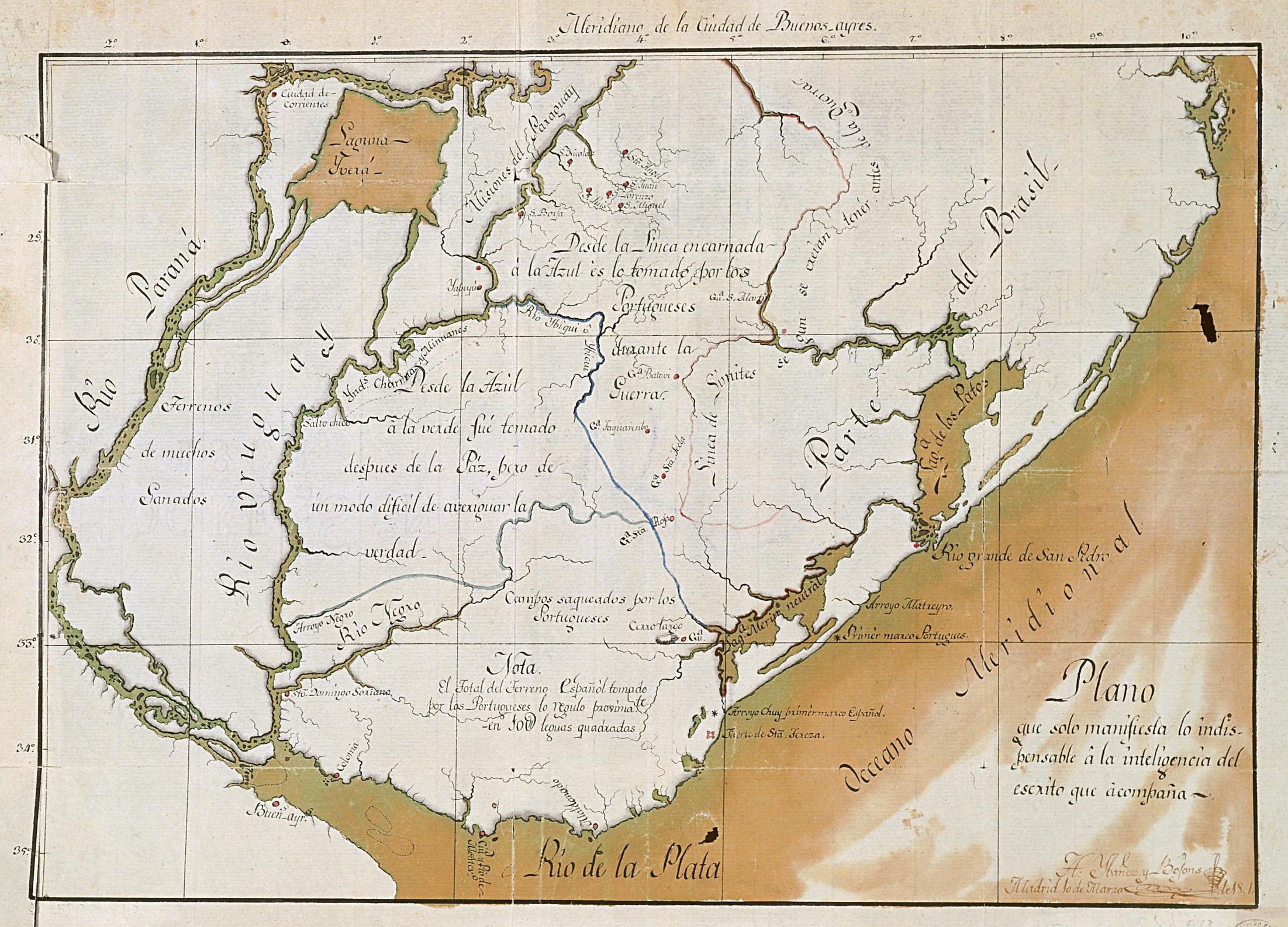
Mapa de las tierras ocupadas por los portugueses en el Virreinato de Buenos Aires durante la guerra de las Naranjas (1801) hecho por Agustín Ibáñez y Bojons.

Nacido en la feligresía de San Miguel de Peiteiros (obispado de Tuy, Pontevedra) en septiembre de 1771, ingresó en el Ejército de Tierra de España. Sirvió durante varias décadas, alcanzando el grado de capitán y posteriormente teniente coronel.
Ibáñez fue el ingeniero nombrado para la fortificación de Montevideo en el virreinato del Río de la Plata el 29 de marzo de 1794 mediante real cédula, ante los avances de los portugueses.

Mapa de la América del Sur de Agustín Ibáñez y Bojons hecho en 1800, se aprecian una fronteras similares a la del mapa de Juan de la Cruz Cano y Olmedilla de 1775.

En 1800 Ibáñez realiza un mapa de la América del Sur en el cual muestra límites similares al mapa de Juan de la Cruz Cano y Olmedilla de 1775, con la diferencia que el límite atlántico del reino de Chile se acerca al paralelo 36° sur en vez del 38° sur, además en su descripción reproducida en el libro Monumenta Chartographica Indiana de 1942, realizado por Julio Guillén Tato para el Ministerio de Asuntos Exteriores de España, se menciona que contiene los "límites del Virreinato de Buenos Aires", además que en el mapa mismo se indica "Fronteras de Buenos Ayres":

Al SE cartela circular con explicación, clave y notas. [...] segun se conbino para el mejor desempeño de los reconocimientos de mar y Tierra que practicó el constructor del mapa en el año de 1800 de Orden de la Superioridad. Es Copia. Contiene los límites del Virreinato de Buenos Aires, de donde seguramente procede, y leyenda en un lugar sobre los de España y Portugal, como ésta: Desde el Puerto de Maldonado hasta el Rio Grande de San Pedro fué levantado por los Geografos de la demarcacion de Límites entre las dos Coronas de España y Portugal que dio principio en el Arroyo de Chuy el Año 1780. Comprende desde el Ecuador hasta los 57°S desde los 23°30E a 24°30W de Buenos Aires. En la misma Real Sociedad Geográfica de Madrid existía otro mapa que, aunque sin tanta finura de lavado, era seguramente el original; estaba firmado por Ibañez y era idéntico en tamaño y en todo. También poseía esta Real Sociedad el mapa de Millau, de la América del Sur (17..), citado por Fernández Duro Disquisiciones Nair. y que sirvió, en gran parte, a Cruz Cano para formar el suyo que hemos descrito más arriba.

 El mapa fue enviado al Secretario de Estado José de Urruña por Martínez de Cáceres en 1802 y el propio Ibáñez lo envió en 1804 al Gobierno español con un plan de operaciones para recuperar algunos territorios ocupados por los portugueses.
Falleció en mayo de 1805 en Ceuta mientras cumplía obligaciones militares a los 33 años.